# Panobinostat
Le panobinostat est un médicament utilisé dans le traitement du myélome. Il est vendu sous la marque Farydak.

## Mode d'action
Il s'agit d'un inhibiteur de l'histone désacétylase (inhibiteur d'HDAC).

## Usage médical
Le panobinostat est un médicament utilisé pour traiter le myélome multiple . Il est utilisé lorsqu'au moins deux autres traitements ont échoué. Il se prend par voie orale. Le médicament est utilisé avec le bortézomib et la dexaméthasone .

## Effets secondaires
Les effets secondaires de ce médicament comprennent la diarrhée, la fatigue, les nausées, l'enflure, la fièvre, la perte de poids, un taux élevé de magnésium, un faible taux de calcium, un faible taux de potassium, un faible nombre de globules blancs ou un faible nombre de plaquettes . D'autres effets secondaires peuvent inclure des saignements, un allongement de l'intervalle QT et des infections. L'utilisation de ce médicament pendant la grossesse peut nuire au fœtus.

## Histoire
Le médicament  a été approuvé pour un usage médical aux États-Unis et en Europe en 2015,. Au Royaume-Uni, six doses coûtent au NHS environ 4 700 livres sterling en 2021. Aux États-Unis, ce montant coûte environ 15 000 dollars américains .